# Ostalbkreis
Ostalbkreis (Ostalb) este un district  rural (în germană  Landkreis) în landul Baden-Württemberg, Germania.
1. 1 2  GeoNames